# Елі Розенбаум
Елі М. Розенбаум (англ. Eli M. Rosenbaum ; нар. 8 травня 1955) — директор зі стратегії та політики забезпечення дотримання прав людини відділу Міністерства юстиції США. Його називають "легендарним мисливцем за нацистами ". З 1994 до 2010 року він був директором Управління спеціальних розслідувань Міністерства юстиції США (OSI), яке насамперед відповідало за виявлення, денатуралізацію та депортацію нацистських військових злочинців.

## Біографія

### Ранні роки
Елі Розенбаум народився 8 травня 1955 року в сім'ї Ірвінга та Ханні Розенбаум. Його батько, єврей, що втік від нацистського режиму в 1938, був ветераном Другої світової війни. Після війни, все ще служачи в армії США, він допитував колишніх нацистів і колабораціоністів (таких як режисер Лені Ріфеншталь), деяких з яких згодом судили в Нюрнберзі та інших місцях. Пізніше Ірвінг Розенбаум був філантропом та головою колишнього SE Nichols Corp. Заснована батьком Ірвінга, Nichols Corp. була першим власником та оператором дисконтних універмагів у Сполучених Штатах, конкуруючи з Kmart, Walmart та іншими компаніями. Компанія, що відкрила свій перший магазин у 1960 році (в Ланкастері, штат Пенсільванія), за два роки до відкриття перших магазинів Wal-Mart, Kmart, Target і Woolco, вийшла на IPO у 1969 році, а до 1977 року була 33-м найбільшим дисконтним рітейлером у США за річним обсягом продажів (204 мільйони доларів).
Елі закінчив Вортонську школу Пенсільванського університету, де отримав ступінь бакалавра наук та ступінь магістра ділового адміністрування в галузі фінансів. Також закінчив Гарвардську школу права.

### Мисливець за нацистами
Розенбаум був судовим повіреним в OSI з 1980 по 1984 рік. У 1984 році він залишив Міністерство юстиції, щоб працювати корпоративним юристом у манхеттенській юридичній фірмі Simpson Thacher & Bartlett, а потім генеральним юрисконсультом Всесвітнього єврейського конгресу. В 1988 він повернувся в OSI, де був призначений першим заступником директора, а потім директором. 20 липня 2009 року сенатор Річард Дурбін (демократ від штату Іллінойс) заявив у залі засідань Сенату: «Завдяки визначній роботі OSI США є єдиною країною у світі, яка отримала найвищий бал від Центру Симона Візенталя за притягнення до відповідальності нацистських військових злочинців. Я особливо хочу подякувати Елі Розенбауму, який пропрацював у OSI більше двох десятиліть і був директором OSI з 1995 року. Значною мірою завдяки лідерству пана Розенбаума та його особистої прихильності до притягнення до відповідальності нацистських злочинців».
Британський історик Гай Уолтерс назвав Розенбаума «найуспішнішим мисливцем за нацистами у світі», додавши, що через велику саморекламну діяльність самозваних «приватних» мисливців за нацистами «показово, що більшість читачів ніколи не чули про нього незважаючи на те, що в нього та його організації більше сотні нацистських „скальпів“ — що значно більше, ніж загальна кількість Симона Візенталя та будь-якого іншого мисливця за нацистами».
Персонаж міністерства юстиції США, мисливець за нацистами, у романі Джоді Піколт «Оповідач» 2013 року (який посів перше місце у списку бестселерів художньої літератури New York Times) про переслідування передбачуваного нацистського військового злочинця у Новій Англії мав прототип. В інтерв'ю Washington Post Піколт назвав його «супергероєм сучасності». Під його керівництвом OSI була названа «найуспішнішою урядовою організацією з полювання на нацистів у світі» (ABC-TV News, 25 березня 1995 р.), і «найагресивніша і найефективніша у світі операція з полювання на нацистів» («Вашингтон пост», 27 серпня 1995 р.), а Центр Симона Візенталя охарактеризував OSI як єдину у світі «дуже успішну програму запобіжного судового переслідування» у справах нацистів. Газета USA Today повідомила (29 січня 1997 р.), що OSI досягла «величезного успіху, розкривши і вигравши більше справ, ніж будь-яка інша операція з полювання на нацистів у світі».
У 1997 році професорсько-викладацький склад юридичного факультету Пенсільванського університету вибрав Розенбаума для отримання почесної стипендії школи, яка щорічно вручається одному адвокату, «який відзначився своєю відданістю державній службі», «внісши значний внесок у досягнення цілей». Він також отримав нагороду Антидифамаційної ліги «Герої в синьому», нагороду помічника генерального прокурора за дотримання прав людини та нагороду кримінального відділу за особливу ініціативу.
Справи, що розслідуються і переслідуються під керівництвом Розенбаума, призвели до депортації до Європи нацистських злочинців, які згодом були засуджені там за участь у десятках тисяч вбивств, скоєних під час Голокосту. 11 січня 2008 року він був представлений у щотижневій статті «Зміна світу» на NBC Nightly News із Браяном Вільямсом.

### Викриття Курта Вальдхайма
Розенбаум керував розслідуванням Всесвітнього єврейського конгресу, яке призвело до всесвітнього викриття 1986 року нацистського минулого колишнього генерального секретаря Організації Об'єднаних Націй Курта Вальдхайма, яке, можливо, стало «найсенсаційнішим» викриттям нациста в післявоєнній історії. Розенбаум був основним автором книги « Зрада: нерозказана історія розслідування та приховування Курта Вальдхайма», яка була включена до «Відомих книг 1993 року» за версією New York Times та «Кращих книг 1993 року» за версією The San Francisco Chronicle. Він показав, що Вальдхайм був причетний до скоєння нацистських військових злочинів, коли служив у німецькій армії як офіцер при нацистському режимі, і постулював радянсько-югославську змову, щоб допомогти обілити його історію. Після війни Вальдхайм став міністром закордонних справ Австрії та послом в ООН.
На момент викриття Розенбаумом Вальдхайм займав найбільш чільне місце як Генеральний секретар Організації Об'єднаних Націй і був кандидатом у президенти Австрії (вибори, які він виграв у 1987 році, незважаючи на викриття свого нацистського минулого). Австрійський уряд ніколи офіційно не вважав його підозрюваним у будь-яких військових злочинах, але йому було заборонено в'їзд до Сполучених Штатів в результаті розслідування уряду США в 1986—1987 роках, яке дійшло висновку, що він був причетний до скоєння нацистських злочинів. У статті для The New York Times від 16 лютого 2014 року Йозеф Р. Естрайх стверджував, що «останнім ударом» по самозображенню Австрії як жертви німецького нацистського режиму, а не її добровільного партнера, «могли стати вибори Курта Вальдхайма як президента Австрії в 1986 році, після того, як стало широко відомо, що він збрехав про свою співучасть у військових злочинах нацистів».

### Викриття злочинів під час вторгнення в Україну
21 червня 2022 року Генеральний прокурор США Меррік Гарланд створив групу з розслідування військових злочинів при нападі на Україну, а головою її було призначено Елі Розенбаума.